# Gare de Walthamstow Central
Ne doit pas être confondu avec Walthamstow Central (métro de Londres) ou Gare de Walthamstow Queen's Road.
La gare de Walthamstow Central (en anglais : Walthamstow Central station), est une gare ferroviaire du réseau London Overground. Elle est située sur la BR Hoe Street, à Walthamstow dans le (borough londonien de Waltham Forest.

## Situation ferroviaire
La gare de Wathamstow Central est située sur une ligne du réseau London Overground

## Service des voyageurs

### Intermodalité
Elle est en correspondance directe avec Walthamstow Central, sur la Victoria line du métro de Londres.
La station est également en correspondance avec la gare de Walthamstow Queen's Road, par un parcours aménagé, accessible aux personnes en situation de handicap, permettant d'effectuer à pied les 300 mètres qui séparent les deux gares.